# Banatsko Veliko Selo
Banatsko Veliko Selo (cyr. Банатско Велико Село) – wieś w Serbii, w Wojwodinie, w okręgu północnobanackim, w mieście Kikinda. W 2011 roku liczyła 2512 mieszkańców.